# Gáza kormányzóság
Gáza kormányzóság (arabul محافظة غزة [Muḥāfaẓat Ġazza]) Palesztina tizenhat kormányzóságának egyike. A Gázai övezet északi részén fekszik. Északkeleten Észak-Gáza kormányzóság, délkeleten Izrael, délnyugaton Dejr el-Balah kormányzóság, északnyugaton pedig a Földközi-tenger határolja. Központja Gáza városa. Területe 74 km², népessége a 2007-es népszámlálás adatai szerint 524 001 fő.